# يوليوس ديفيز
يوليوس ديفيز (بالإنجليزية: Julius Davies)‏ (30 سبتمبر 1994 مونروفيا ليبيريا - ) هو لاعب كرة قدم أسترالي يلعب كلاعب وسط.

## روابط خارجية
- يوليوس ديفيز على موقع قاعدة بيانات كرة القدم.إي يو (الإنجليزية)
- يوليوس ديفيز على موقع عالم كرة القدم.نت (الإنجليزية)